# Sphaerolichida
Sphaerolichida (лат.) — подотряд клещей из отряда Trombidiformes. Небольшая группа из 2 семейств. Часть видов рода Hybalicus (см. ниже), ранее включаемых в Sphaerolichida, теперь выделяют в отдельное семейство Oehserchestidae в составе подотряда Endeostigmata.

## Классификация
- Sphaerolichidae Berlese, 1913
  - Sphaerolichus Berlese, 1904[4]
    - Sphaerolichus armipes Berlese, 1904 — Италия
    - Sphaerolichus barbarus Grandjean, 1939 — Франция [5]
- Lordalychidae Grandjean, 1939
  - Hybalicus Berlese, 1913 (= Lordalycus Grandjean 1938)
    - Hybalicus ornatus (Berlese, 1904) — Италия
    - Hybalicus peraltus (Grandjean, 1938) — Франция [6]

Так как ранее, часть видов рода Hybalicus рассматривалась в составе Sphaerolichida, ниже приводится их современное систематическое положение по Кетли (Kethley, 1977):
- Oehserchestidae Kethley, 1977:62
  - Oehserchestes Jacot, 1939 [syn. Kethley 1977:60]
    - Oehserchestes arboriger (Theron, 1974) [=Hybalicus arboriger Theron, 1974]
    - Oehserchestes dorysetatus (Theron, 1974) [=Hybalicus dorysetatus Theron, 1974]
    - Oehserchestes flabelliger (Berlese, 1913) [=Hybalicus flabelliger Berlese, 1913]
    - Oehserchestes humicolus (Jacot, 1939) [=Hybalicus humicolus Jacot, 1939]